# Schapbachita
La schapbachita és un mineral de la classe dels sulfurs. Va ser anomenada d'aquesta manera el 1853 per Gustav Adolph Kenngott per la localitat on originalment es creia que existia com a espècie: Schapbach (Baden, Alemanya). Va ser desacreditada per primera vegada el 1863 per F. Sandberger com a barreja de bismutita, argentita i galena. Els exemplars originals de schapbachita es van tornar a analitzar i es va trobar que eren una barreja de galena i matildita. El terme schapbachita va ser reutilitzat el 2004 per Kurt Walenta, H. J. Burnhardt i T. Theye, tot i que aquesta nova schapbachita no va ser trobada a Schapbach.

## Característiques
La schapbachita és una sulfosal de fórmula química Ag0.4Pb0.2Bi0.4S. Cristal·litza en el sistema isomètric. La seva duresa a l'escala de Mohs es troba entre 3 i 4.
Segons la classificació de Nickel-Strunz, la schapbachita pertany a «02.JA: Sulfosals de l'arquetip PbS, derivats de la galena amb poc o gens de Pb» juntament amb els següents minerals: benjaminita, borodaevita, cupropavonita, kitaibelita, livingstonita, makovickyita, mummeïta, pavonita, grumiplucita, mozgovaïta, cupromakovickyita, kudriavita, cupromakopavonita, dantopaïta, cuprobismutita, hodrušita, padĕraïta, pizgrischita, kupčikita, cuboargirita, bohdanowiczita, matildita i volynskita.

## Formació i jaciments
Va ser descrita a partir de les mostres de la mina Silberbrünnl, situada a la localitat de Gengenbach (Baden-Württemberg, Alemanya). També ha estat descrita a d'altres punts d'Europa, Amèrica del Sud, Àsia i Nova Zelanda.